# باليوكومي (سيرري)
باليوكومي (Παλαιοκώμη) هي مدينة في سيرري في مقاطعة فوريا إلادا في اليونان.